# Wie verliebt man seinen Vater?
Der Kinderfilm Wie verliebt man seinen Vater? ist eine deutsche Filmkomödie aus dem Jahr 2002. Die Literaturverfilmung entstand nach dem französischen Roman „Les joues roses“ von Malika Ferdjoukh.

## Handlung

### Thematik
Der neunjährige Julius hat einen zerstreuten Vater. Zusammen mit seiner Freundin Elsa denkt er sich einen Plan aus, wie sein Vater eine Frau findet. Bei ihren gemeinsamen Verkupplungsversuchen verlieben sich die beiden Kinder ineinander.

### Einleitung
Der neunjährige Julius lebt alleine mit seinem Vater. Sein Vater ist ein genialer Astronomieprofessor; nur mit den Dingen des täglichen Lebens kommt er gar nicht zurecht. Und so muss Julius die tägliche Hausarbeit erledigen. So kommt es auch, dass er öfters Verabredungen mit seiner Freundin Elsa verschieben muss. Elsa ist deswegen auf Julius sauer.

### Hauptteil
Als die Schusseligkeit des Professors zu einem Wohnungsbrand führt, reicht es den beiden Kindern. Elsa möchte endlich mehr Zeit mit Julius verbringen, doch wie soll das gehen, wenn dieser ständig auf seinen Vater aufpassen muss? Schließlich kommen sie auf die Idee, dass Julius Vater eine Frau braucht, die auf ihn aufpasst. Doch schon ergibt sich das nächste Problem? Wie verliebt man seinen Vater?
Die Kinder versuchen nun die verschiedensten Dinge, um den Professor mit einer Frau zusammenzubringen. Doch nichts hilft. Schließlich holen sie sich Rat bei Oma Christa, die in den Karten liest, dass die gesuchte Herzensdame ganz in der Nähe ist, doch dass sich die beiden noch nicht gefunden haben.
Als Julius sich zu einer Verabredung mit Elsa erneut verspätet, weil sein Vater in seiner Zerstreutheit wieder etwas angerichtet hat, trennt sich Elsa wütend von Julius. Zudem gibt es zuhause auch noch Ärger mit der Nachbarin, weil aus ihrer Wohnung laute Geräusche kommen. Doch kein anderer Bewohner in dem Mietshaus hat dies gehört. Nur die Wutausbrüche vom Professor hört das ganze Haus, weswegen alle Mieter gegen ihn aufgebracht sind.
Zudem hat Elsa auch noch einen neuen Freund. Trost findet Julius von Nora Feldmeier, die sich kurze Zeit später als die Nachbarin herausstellt, aus deren Wohnung die Geräusche kommen. Schließlich taucht Elsa wieder bei Julius auf. Sie hat erkannt, dass Julius doch der richtige für sie ist, weil sie nur bei ihm errötet, wenn sie ihn küsst.

### Schluss
Gemeinsam denken die beiden Kinder sich nun einen Plan aus, um ihren Vater mit Nora zusammenzubringen. Und der Plan geht schließlich auch auf. Das Rätsel um die Geräusche löst sich dabei auch. Die Nachbarin ist Geräuschemacherin und hatte ihr Arbeitszimmer schallisoliert. Aber durch den Kamin konnte der Lärm in die darunter liegende Wohnung dringen. Nora stellt sich auch als sehr chaotisch heraus, doch da Julius und Elsa nun fest zusammen sind, können sie sich die Arbeit teilen.

## Kritiken
„Wie verliebt man seinen Vater?“ erzählt mit leichter Hand eine Geschichte über die Liebe und das Verliebt sein.

  Kinder-Film & Fernseh-Tage 2002 
„Der Film „Wie verliebt man seinen Vater“ ist eine äußerst amüsante Familienstory.“

  Berliner Zeitung vom 17. Mai 2003 